# Лахузен, Эрвин фон
Эрвин Генрих Рене Лахузен фон Вивремонт (нем. Erwin Heinrich René Lahousen, Edler von Vivremont; 25 октября 1897, Вена — 24 февраля 1955, Инсбрук) — австрийский военачальник, служивший также в армии нацистской Германии.

## Биография
Отец Лахузена, по происхождению из Северной Германии, — военный. Служил в 88-м пехотном полку, дослужился до высоких воинских чинов в армии Австро-Венгрии и в 1880 году вместе с семьёй был возведён в дворянское достоинство. Эрвин Лахузен продолжил военную карьеру отца, поступив в 1913 году в Терезианскую военную академию и уже после двух лет обучения 18 августа 1915 года, неполных 18 лет, был произведён в лейтенанты и направлен в 14-й пехотный полк, дислоцированный в Линце. За время Первой мировой войны принимал участие в военных действиях в Италии, был дважды ранен.
Продолжив по окончании войны армейскую карьеру, Лахузен в конце 1935 года был назначен в формирующуюся Службу информации (то есть военную разведку) Генерального штаба Австрии и стал одним из создателей и фактическим руководителем австрийской разведки. После аншлюса Австрии (1938) вместе со своим отделом был переведён на службу в абвер и назначен заместителем начальника 1-го отдела абвера (разведка) полковника Ганса Пикенброка.
С 1939 года начальник 2-го отдела абвера (диверсии и саботаж), в его подчинении также находилась дивизия «Бранденбург». В 1943 году заменён полковником В. фон Фрейтаг-Лорингофеном и назначен командиром 41-го гренадерского полка на советско-германском фронте. С декабря 1944 года — начальник разведывательного бюро 17-го военного округа (Вена).
Был связан с антигитлеровскими заговорщиками, но в отличие от большинства из них, после событий 20 июля 1944 года смог избежать ареста.
В мае 1945 года был арестован американскими войсками, содержался в особом центре Бад-Ненндорф. Сотрудничал с американской разведкой. Выступал в качестве свидетеля обвинения на Нюрнбергском процессе и вскоре был освобождён. Затем жил в Австрии.
Скончался 24 февраля 1955 года в городе Инсбрук (Австрия).